# Hydrophorus praecox
Hydrophorus praecox är en tvåvingeart som först beskrevs av Lehmann 1822.  Hydrophorus praecox ingår i släktet Hydrophorus och familjen styltflugor. Arten är reproducerande i Sverige. Inga underarter finns listade i Catalogue of Life.